# Mind Your Manners (Chiddy Bang)
Mind Your Manners è un brano musicale del gruppo statunitense hip hop Chiddy Bang, pubblicato il 14 novembre 2011 come primo singolo estratto dall'album Breakfast. Il singolo è riuscito ad arrivare alla posizione numero 15 della classifica Bubbling Under Hot 100 ed alla numero 19 della classifica Top Heatseekers.

## Tracce
Digital Download
1. Mind Your Manners (feat. Icona Pop) – 3:16

## Classifiche
| Classifica (2011)              | Posizione più alta |
| ------------------------------ | ------------------ |
| US Billboard Heatseekers Songs | 19                 |